# 怒りの葡萄
『怒りの葡萄』（いかりのぶどう、英語: The Grapes of Wrath）は、アメリカ合衆国の作家ジョン・スタインベックによる小説である。初版は1939年。1930年代末に発生した干ばつと砂嵐を契機とした農業の機械化を進める資本家たちと、土地を追われカリフォルニアに移っていった貧困農民層との軋轢闘争を素材とした小説で、1930年代のアメリカ文学を代表する作品として評価されている。この小説により、スタインベックは1940年にピューリッツァー賞を受賞した。後のノーベル文学賞受賞（1962年）も、主に本作を受賞理由としている。

## 物語
世界恐慌と重なる1930年代、大規模資本主義農業の進展や、オクラホマ州はじめアメリカ中西部で深刻化したダストボウル（開墾によって発生した砂嵐）により、所有地が耕作不可能となって流民となる農民が続出し、社会問題となっていた。本作は当時の社会状況を背景に、故郷オクラホマを追われた一族の逆境と、不屈の人間像を描く。 
オクラホマ州の農家の息子である主人公のトム・ジョードは、その場の激情で人を殺し、4年間の懲役刑から仮釈放で実家に戻ってきた。彼の家族の農場はダストボウルで耕作不能となり、生活に窮した家族は、オクラホマを引き払い、仕事があると耳にしたカリフォルニア州に一族あげて引っ越そうとしているところだった。トムは一族や、説教師のジム・ケイシーなどとともに、カリフォルニアへの旅に合流した。物語の前半では、すべての家財を叩き売って買った中古車でジョード一家がルート66を辿る旅が描かれる。
祖父や祖母は、アリゾナ砂漠やロッキー山脈を越えてゆく過酷な旅に体力が耐えられず車上で死亡し、従兄弟も逃亡する。そして、そのような苦難の旅の末、一家は人間らしい生活ができると思っていたカリフォルニアに辿り着く。しかし、当時のカリフォルニアには、大恐慌と機械化農業のために土地を失った多くのオクラホマ農民が既に流れついていたため労働力過剰に陥っており、ジョード家の希望は無惨に打ち砕かれる。移住者たちは、｢オーキー｣（Okie。“オクラホマ野郎”の意味）と呼ばれ蔑まれながら、貧民キャンプを転々し、地主の言い値の低賃金で、日雇い労働をするほかなかった。労働者を組織しようと活動をはじめたケイシーは、地主に雇われた警備員に撲殺される。その場に居合わせたトムは、ケイシーを殺した警備員を殺害し、家族と別れて地下に潜る。家族を次々と失ってゆくジョード一家のキャンプ地に、豪雨と洪水がやってくる。

## 登場人物
トム・ジョード・ジュニア
主人公。アメリカでは父と同じ名を息子につけることがよくあり、その場合、父をシニア、息子をジュニアと呼んで区別する。5人兄弟（トム、アル、ローザシャーン、ルーシー、ウィンフィールド）の長男。
30歳前後の背が高く、鳶色の眼をした青年。ぶっきらぼうだが心根は優しい。
ママ・ジョード（おっかあ）
母親。名前は明らかにされない。
穏やかで暖かみのある顔立ちをしており、芯が強く一家の大黒柱的存在。
パパ・ジョード（おやじ）
父親。本名トム・ジョード・シニア。生涯を、オクラホマのトウモロコシ畑で働き通してきた老農夫。50歳。
筋骨たくましいがっしりとした体形。カリフォルニア移住の間に起こった様々な出来事に憔悴し、一家の実権を母親に譲ることとなる。
ジョン伯父
パパ・ジョードの兄。60歳前後。酒飲みで好色。
ジム・ケイシー
元・説教師。エド・リケッツがモデルともいう。
禿げ上がったぎょろりとした目つきの鷲鼻の男。ジョード一家とともにカリフォルニアへ向かう。
アル・ジョード
ジョード・ブラザーズの次男（トムの弟）。機械いじりが好きで、修理工志望の16歳。トム兄貴を尊敬している。
ローザシャーン（ローズ・オブ・シャロン）
ジョード家長女（トムの妹）。コニーの妻。妊娠している。18歳。
コニー・リバース
ローザシャーンの夫。19歳。カリフォルニアに到着してすぐ、逃げ出して行方不明になる。
ノア・ジョード
ジョン伯父の息子で、トムの従兄弟。生まれつき障害がある。旅の途中、コロラド川で離脱を宣言し、以後行方不明。
祖父ウィリアム
トムの祖父。生涯を過ごしてきたオクラホマの農場を離れることを非常に惜しみ、カリフォルニアへの旅の1日目に死亡。
祖母
ウィリアムの妻。アリゾナ砂漠を渡る苛酷な旅に耐え切れず、車上で死ぬ。
ルーシー
ジョード家の末娘（トムの妹）。12歳。
ウィンフィールド
ジョード家の末子（トムの弟）。10歳。

## 解説
本作は、奇数章に作者のスタインベックの評論、偶数章にジョード一家の物語を整然と配置した構成を取っている。このような構成を取ることによって、本作は単純な「ジョード一家の物語」という枠を超えて、当時の大恐慌下のアメリカ社会に対する直接的な告発ともなっている。
作者のスタインベックはキリスト教文学、とりわけ聖書に決定的な影響を受けた作家である。本作でジョード一家が貧しいオクラホマから、乳と蜜の流れる、豊饒な「約束の地」であるカリフォルニアに脱出するところは、旧約聖書のエクソダス『出エジプト記』をモチーフとしているという。また、物語の最後でママ・ジョードが言う、「先の者が後にまわり、後の者が先頭になる」と。これも新約聖書の一節である。
このように本作は、一見「社会主義小説」とも評される内容であるが（実際、出版当時そのような論評が数多く見られた）、それだけにおさまらない、きわめて深い内容を持つ作品である。

## タイトルの意味
「葡萄」とは、神の怒りによって踏み潰される「人間」のことを意味すると一般に解釈されている。
なお、怒りの葡萄（grapes of wrath）という表現は、同じくヨハネの黙示録に題材を得たアメリカの女流詩人ジュリア・ウォード・ハウの1862年出版の『共和国の戦いの歌』（リパブリック賛歌）の歌詞からとったものであり、当時としても広く知られているものであった。1938年6月時点では作品名として「レタスバーグ事件」と名付けられて作品の製作が進められていたが、内容に満足しなかったスタインベックは改稿を重ね、1938年に脱稿、「怒りの葡萄」と名を改して出版された。

## 反響
本作品は出版当時、アメリカ全土で一大センセーションを起こし、作品内に描かれた小作人、地主、移動労働者、資本家、行政当局といった人々がその真相を伝えているかどうかを巡って全米で論争が起こった。作品の舞台となったオクラホマ州とカリフォルニア州においては擁護する声よりも非難する怒号が圧倒的に大きかった。オクラホマ州では多くの図書館で『怒りの葡萄』が禁書扱いとなり、州出身の国会議員により「オクラホマの小作人は他の土地の小作人に勝るとも劣らぬ立派な頭脳と心情を持っている。この本はねじくれて歪んだ精神が生んだ黒い悪魔の書だ」といった弾劾演説が行われた。初版は50万部を超えて『風と共に去りぬ』の次に売れたといわれ、社会的反響の大きさは1852年に出版されたハリエット・ビーチャー・ストウの『アンクル・トムの小屋』以来と言われている。
保守層からは目の敵にされ、カリフォルニア州では出版から2か月後には反論パンフレット『喜びの葡萄　―ジョン・スタインベックの『怒りの葡萄』に対するカリフォルニアの清新溌溂たる回答―』が出版された。一方で記述の正確さを擁護する声も少なくなく、社会学者や聖職者、行政府の役人といった様々な階層の人間が作品内の出来事を事実として証言している。また、映画『怒りの葡萄』の製作に先立ち、ダリル・F・ザナックが私設探偵をオクラホマ州に派遣して調査させたところ、事実は小説以上に酷かったとのエピソードもあった。
発表翌年の1940年にはジョン・フォード監督、ヘンリー・フォンダ主演により映画化され、ニューヨーク映画批評家協会賞の作品賞、監督賞、またアカデミー賞の監督賞、助演女優賞（ジェーン・ダーウェル）を受賞している。詳細については『怒りの葡萄 (映画)』を参照。
1995年にはブルース・スプリングスティーンがアルバム「ザ・ゴースト・オブ・トム・ジョード」（The Ghost of Tom Joad）を発表している。

## 「図書館の権利宣言」の誕生
本書は非難も強く、除去する図書館も続出した。こうした事態に対応し、図書館の読者の知的自由を守る決意として図書館の権利宣言が生まれ、1948年にアメリカ図書館協会が採択した。

## 日本語訳
- 新居格訳 第一書房（上下） 1940
- 大久保康雄訳 六興出版社（上下） 1951、のち新潮文庫（上中下） 1955、改版（上下） 1967
- 石一郎訳 世界文学全集決定版 第一期20 河出書房 1955、のち角川文庫（上中下） 1956、改版（上下） 1968
- 大橋健三郎訳 岩波文庫（上中下） 1961
- 野崎孝訳 デュエット版世界文学全集66 集英社 1970
- 谷口陸男訳 講談社文庫（上下） 1972
- 黒原敏行訳 ハヤカワepi文庫（上下） 2014
- 伏見威蕃訳 新潮文庫（上下） 2015